# Tridensimilis
Tridensimilis är ett släkte av fiskar. Tridensimilis ingår i familjen Trichomycteridae.
Kladogram enligt Catalogue of Life:
| Tridensimilis | \| \| Tridensimilis brevis \| \| \| \| \| \| Tridensimilis venezuelae \| \| \| \| |
|               | \| \| Tridensimilis brevis \| \| \| \| \| \| Tridensimilis venezuelae \| \| \| \| |
|               | Tridensimilis brevis                                                              |
|               |                                                                                   |
|               | Tridensimilis venezuelae                                                          |
|               |                                                                                   |